# 处理器间中断
处理器间中断（英語：Inter-Processor Interrupt，IPI）是一种特殊类型的中斷，即在多处理器系统中，如果中断处理器需要来自其它处理器的动作，一个处理器向另一个处理器发出的中断行为。可能要求采取的行动包括：
- 刷新其它处理器的内存管理单元缓存，如转译后备缓冲器，当一个处理器更改内存映射时；
- 停机，当系统被一个处理器关闭时。

## 机制
OS/360的M65MP选件使用S/360的直接控制功能生成另一个处理器上的中断；在S/370及其后继者，包括z/Architecture上，SIGNAL PROCESSOR指令提供了一个更正式的接口。
在使用高级可编程中断控制器（APIC）的IBM PC兼容机上，常借助APIC发出IPI信号。当CPU希望向另一个CPU发送中断时，它会将中断向量和目标的本地APIC标识符存储在自己的本地APIC中断命令寄存器（ICR）中。消息随后经由APIC总线发送到目标的本地APIC，它因此发出一个相应的中断至它自己的CPU。

## 示例
在运行Microsoft Windows的多处理器系统中，除了上面列出的，处理器还可以出于下列原因中断另一个处理器：
1. 排队轮候DISPATCH_LEVEL中断，以调度执行特定线程；
2. 内核调试器断点。

IPI的IRQL为29。